# 驅蟲藥
驅蟲藥或抗虫药（英語：Anthelmintic）指的是对抗内寄生虫的药品，一般是通过麻痹或杀死虫体达到驱虫的目标。驱虫药可以用来治疗各种蠕虫病。
不少发展中国家都有大规模驱虫的行动，通过给学龄儿童提供一次驱虫药实现。土缘性寄生虫的首选药物是甲苯咪唑和阿苯达唑；对于血吸虫病和绦虫则是吡喹酮。